# Alfa Romeo G1
La G1 è un'autovettura prodotta dall'Alfa Romeo tra il 1921 ed il 1922.

## Il contesto
La vettura fu progettata da Giuseppe Merosi durante la disputa legale occorsa con Nicola Romeo. Merosi concepì il modello come evoluzione lussuosa della prebellica 24 HP e della 40-60 HP. Quest'ultima era diventata infatti obsoleta e quindi l'offerta dell'Alfa Romeo necessitava di un modello d'alto livello completamente nuovo. La G1, per le sue dimensioni imponenti, era la più grande Alfa Romeo mai costruita fino ad allora. Per poter ambire al mercato che - in quegli anni - era dominato dalla Rolls-Royce, la G1 venne dotata di un telaio più lungo e più rigido di quello dei modelli precedenti.

## Storia

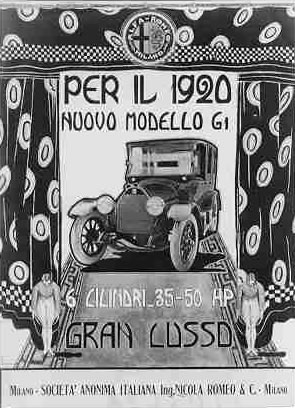
Manifesto pubblicitario per il nuovo modello G1 6 cilindri 35-50 HP di Gran Lusso del 1920

La G1, però, non aveva mercato in Italia anche a causa dell'imposizione fiscale elevata che, essendo calcolata in funzione della cilindrata, penalizzava i modelli con motore di grande cilindrata. Anche a causa dei forti e continui rincari della benzina che penalizzavano le vetture con cilindrata elevata, la produzione fu limitata a soli 52 esemplari. Di questi, due furono prototipi, ed i 50 costosi modelli prodotti in serie, non trovando acquirenti in Italia, presero la via dell'Australia. Per questo motivo, il modello che doveva sostituire la G1, l'Alfa Romeo G2, si fermò allo stadio di progetto e non venne mai prodotto. L'unico esemplare di G1 che è sopravvissuto al XXI secolo si trova in Nuova Zelanda.

## Caratteristiche tecniche
Escludendo l'auto da competizione Grand Prix, la G1 fu la prima Alfa Romeo ad essere dotata di un propulsore a sei cilindri in linea. Tale motore aveva una cilindrata di 6.567 cm³ e produceva una potenza di 65 CV di potenza a 1.750 giri. Il propulsore fu in seguito rielaborato. Dopo l'aggiornamento la cilindrata diminuì a 6.330 cm³ a fronte di un aumento della potenza a 70 CV. La coppia, dopo la revisione, aumentò fino a toccare i 293 N•m. Questo motore permetteva al modello di raggiungere una velocità massima di 120 km/h.

## Le competizioni
La vettura ebbe installato anche un motore ad alte prestazioni per le competizioni che le permise di vincere una Coppa del Garda. A parte questo alloro, il modello ebbe un successo limitato nelle gare.

## Caratteristiche tecniche
| Caratteristiche tecniche - Alfa Romeo G1                                                             | Caratteristiche tecniche - Alfa Romeo G1                                                               | Caratteristiche tecniche - Alfa Romeo G1                                                               | Caratteristiche tecniche - Alfa Romeo G1                                                               | Caratteristiche tecniche - Alfa Romeo G1                                                               | Caratteristiche tecniche - Alfa Romeo G1                                                               |
| --- | --- | --- | --- | --- | --- |
| | | | | | |
| Configurazione                                                                                       | | | | | |
| Carrozzeria: principalmente Limousine e Coupé de Ville, realizzate secondo le specifiche del cliente | Carrozzeria: principalmente Limousine e Coupé de Ville, realizzate secondo le specifiche del cliente   | Posizione motore: anteriore longitudinale                                                              | Posizione motore: anteriore longitudinale                                                              | Trazione: posteriore                                                                                   | Trazione: posteriore                                                                                   |
| Dimensioni e pesi                                                                                    | | | | | |
| Ingombri (lungh.×largh.×alt. in mm): (telaio) 4750 × (telaio) 900 × ?                                | Ingombri (lungh.×largh.×alt. in mm): (telaio) 4750 × (telaio) 900 × ?                                  | Ingombri (lungh.×largh.×alt. in mm): (telaio) 4750 × (telaio) 900 × ?                                  | Ingombri (lungh.×largh.×alt. in mm): (telaio) 4750 × (telaio) 900 × ?                                  | Diametro minimo sterzata:                                                                              | Diametro minimo sterzata:                                                                              |
| Interasse: 3400 mm                                                                                   | Interasse: 3400 mm                                                                                     | Carreggiate: anteriore 1440 - posteriore 1440 mm                                                       | Carreggiate: anteriore 1440 - posteriore 1440 mm                                                       | Altezza minima da terra: 250 mm                                                                        | Altezza minima da terra: 250 mm                                                                        |
| Posti totali: 4 o più, a seconda della carrozzeria                                                   | Posti totali: 4 o più, a seconda della carrozzeria                                                     | Bagagliaio: a seconda della carrozzeria                                                                | Bagagliaio: a seconda della carrozzeria                                                                | Serbatoio:                                                                                             | Serbatoio:                                                                                             |
| Masse                                                                                                | a vuoto: (chassis nudo) 1400 kg                                                                        | a vuoto: (chassis nudo) 1400 kg                                                                        | a vuoto: (chassis nudo) 1400 kg                                                                        | a vuoto: (chassis nudo) 1400 kg                                                                        | a vuoto: (chassis nudo) 1400 kg                                                                        |
| Meccanica                                                                                            | | | | | |
| Tipo motore: 6 cilindri in linea biblocco in ghisa,                                                  | Tipo motore: 6 cilindri in linea biblocco in ghisa,                                                    | Tipo motore: 6 cilindri in linea biblocco in ghisa,                                                    | Cilindrata: alesaggio x corsaː 98 x 140 mm; totale 6600 cm³                                            | Cilindrata: alesaggio x corsaː 98 x 140 mm; totale 6600 cm³                                            | Cilindrata: alesaggio x corsaː 98 x 140 mm; totale 6600 cm³                                            |
| Distribuzione: valvole laterali                                                                      | Distribuzione: valvole laterali                                                                        | Distribuzione: valvole laterali                                                                        | Alimentazione: a carburatore Zenith a doppio corpo a presa d'aria regolabile                           | Alimentazione: a carburatore Zenith a doppio corpo a presa d'aria regolabile                           | Alimentazione: a carburatore Zenith a doppio corpo a presa d'aria regolabile                           |
| Prestazioni motore                                                                                   | Potenza: 30-35 HP                                                                                      | Potenza: 30-35 HP                                                                                      | Potenza: 30-35 HP                                                                                      | Potenza: 30-35 HP                                                                                      | Potenza: 30-35 HP                                                                                      |
| Accensione: a magnete Bosch                                                                          | Accensione: a magnete Bosch                                                                            | Accensione: a magnete Bosch                                                                            | Impianto elettrico: per l'accensione e le segnalazioni luminose                                        | Impianto elettrico: per l'accensione e le segnalazioni luminose                                        | Impianto elettrico: per l'accensione e le segnalazioni luminose                                        |
| Frizione: a due coppie di dischi ferodo                                                              | Frizione: a due coppie di dischi ferodo                                                                | Frizione: a due coppie di dischi ferodo                                                                | Cambio: manuale a 4 marce non sincronizzate                                                            | Cambio: manuale a 4 marce non sincronizzate                                                            | Cambio: manuale a 4 marce non sincronizzate                                                            |
| Telaio                                                                                               | | | | | |
| Corpo vettura                                                                                        | a longheroni e traverse in acciaio                                                                     | a longheroni e traverse in acciaio                                                                     | a longheroni e traverse in acciaio                                                                     | a longheroni e traverse in acciaio                                                                     | a longheroni e traverse in acciaio                                                                     |
| Sterzo                                                                                               | irreversibile a vite senza fine                                                                        | irreversibile a vite senza fine                                                                        | irreversibile a vite senza fine                                                                        | irreversibile a vite senza fine                                                                        | irreversibile a vite senza fine                                                                        |
| Sospensioni                                                                                          | anteriori: a ponte rigido, con balestre semiellittiche / posteriori: a ponte rigido, doppio cantilever | anteriori: a ponte rigido, con balestre semiellittiche / posteriori: a ponte rigido, doppio cantilever | anteriori: a ponte rigido, con balestre semiellittiche / posteriori: a ponte rigido, doppio cantilever | anteriori: a ponte rigido, con balestre semiellittiche / posteriori: a ponte rigido, doppio cantilever | anteriori: a ponte rigido, con balestre semiellittiche / posteriori: a ponte rigido, doppio cantilever |
| Freni                                                                                                | anteriori: assenti / posteriori: sulla trasmissione, freno a mano agente sui tamburi posteriori        | anteriori: assenti / posteriori: sulla trasmissione, freno a mano agente sui tamburi posteriori        | anteriori: assenti / posteriori: sulla trasmissione, freno a mano agente sui tamburi posteriori        | anteriori: assenti / posteriori: sulla trasmissione, freno a mano agente sui tamburi posteriori        | anteriori: assenti / posteriori: sulla trasmissione, freno a mano agente sui tamburi posteriori        |
| Pneumatici                                                                                           | Pirelli - Cord / Cerchi: a raggi Rudge-Withworth o smontabili tipo "Sankey" in acciaio 895 x 195 mm    | Pirelli - Cord / Cerchi: a raggi Rudge-Withworth o smontabili tipo "Sankey" in acciaio 895 x 195 mm    | Pirelli - Cord / Cerchi: a raggi Rudge-Withworth o smontabili tipo "Sankey" in acciaio 895 x 195 mm    | Pirelli - Cord / Cerchi: a raggi Rudge-Withworth o smontabili tipo "Sankey" in acciaio 895 x 195 mm    | Pirelli - Cord / Cerchi: a raggi Rudge-Withworth o smontabili tipo "Sankey" in acciaio 895 x 195 mm    |
| Prestazioni dichiarate                                                                               | | | | | |
| Velocità: 100 Km/h km/h                                                                              | Velocità: 100 Km/h km/h                                                                                | Velocità: 100 Km/h km/h                                                                                | Accelerazione:                                                                                         | Accelerazione:                                                                                         | Accelerazione:                                                                                         |
| Consumi                                                                                              | 20 litri per 100 km                                                                                    | 20 litri per 100 km                                                                                    | 20 litri per 100 km                                                                                    | 20 litri per 100 km                                                                                    | 20 litri per 100 km                                                                                    |
| Fonte dei dati: RACI Annuario Automobilistico 1921-22                                                | | | | | |